# (7056) Kierkegaard
Pour les articles homonymes, voir Kierkegaard (homonymie).
(7056) Kierkegaard est un astéroïde de la ceinture principale.

## Description
(7056) Kierkegaard est un astéroïde de la ceinture principale. Il fut découvert par Eric Walter Elst le 26 septembre 1989 à l'observatoire de La Silla. Il présente une orbite caractérisée par un demi-grand axe de 2,8122 UA, une excentricité de 0,0487 et une inclinaison de 5,2517° par rapport à l'écliptique.
Il fut nommé en hommage à l'écrivain, théologien protestant et grand philosophe danois Søren Kierkegaard (1813-1855).

## Compléments